# Boltz (Adelsgeschlecht)

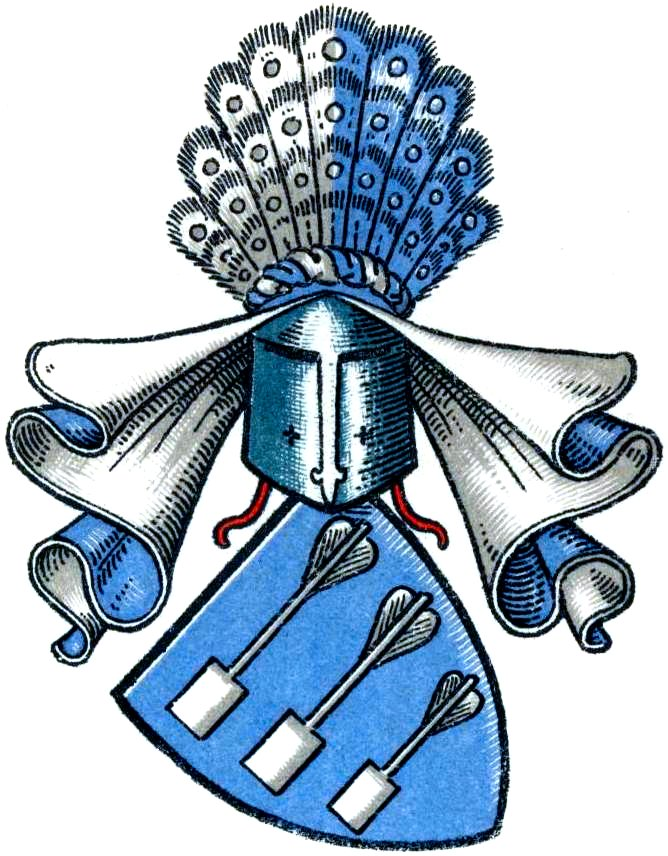
Wappen derer von Boltz bei Spießen

Die Herren von Boltz (auch: Bolcz, Bolcze, Boltze, Bolze, Bolz, Bultz, Polz o. ä.) waren ein schlesisches Adelsgeschlecht. 

## Geschichte
Das Geschlecht stammt aus dem Herzogtum Schweidnitz-Jauer. Die Stammsitze waren Zeisburg (auch Zeiskenschloss, Zeiskenberg, Cziskenberg), die 1355 der Schweidnitzer Herzog Bolko II.  als Lehen dem Nickel von Bolcze übertrug, sowie der Bolzenstein bei Kupferberg im Riesengebirge, wo 1369 Ericus de Boltz lebte. Das Geschlecht teilte sich früh in mehrere Linien, die sich jeweils nach ihren Stammsitzen nannten. Neben dem Stamm „Boltz“ sind Linien „Czeisberg“ und „Grunaw“ bekannt.
Die Familie tritt hauptsächlich im 14. Jahrhundert auf. 1369 erscheinen Clericosus Boltze, Burggraf auf Falkenstein, und Nikolaus Boltze, Burggraf auf Hornsberg sowie Hofmeister von Bolkos II. Witwe Agnes von Habsburg. 1372 wurden Clericus die Orte Klein-Krauschen und Schwiebendorf im Weichbild Bunzlau verliehen, der 1373 noch Klitschdorf erwarb.  Außerdem erhielt er im selben Jahr das Bunzlauer Burglehen. 1377 verkauften Nickel von Czisterberge und sein Vetter Clericus die Pfandschaften Schloss Lähn und Stadt Schönau, die sie seit 1371 besaßen. 1388 ist Heinrich Boltze, Sohn des Nicolaus, Zeuge beim Verkauf des Freudenschlosses im Weichbild Waldenburg. Ein Friedrich Boltze wird 1369 im Herzogtum Brieg erwähnt, 1408 noch ein Vaulhannes Bawlcze. Im selben Jahr verkaufte Heincze Czeisberg etwenne Herrn Nickils son von Cezisberge das Zeiskenschloss an seinen Vetter Zander von Grunaw Bolcze genannt.

## Wappen
Blasonierung: In Blau drei nach rechts fliegende silberne Bolzenpfeile übereinander. Auf dem blau-silber bewulsteten Helm ein gespaltener Pfauenfederbusch, rechts silber, links blau. Die Helmdecken sind blau-silber.
Abweichend lautet die Blasonierung bei Siebmacher: In Rot drei schrägrechts (oder schräglinks) aufwärts gestellte silberne Bolzen übereinander. Auf dem Helm drei goldene Straußenfedern zwischen einem roten offenen Flug (alternativ: ein silberner, ein roter Flügel, dazwischen zwei Straußenfedern (rot, silber)). Die Helmdecken in rot-silber.
Weitere Wappendarstellungen:

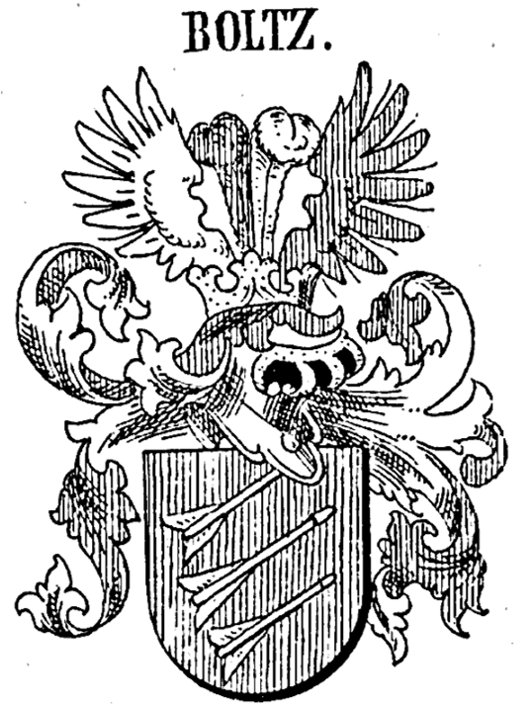
Wappen derer von Boltz bei Siebmacher
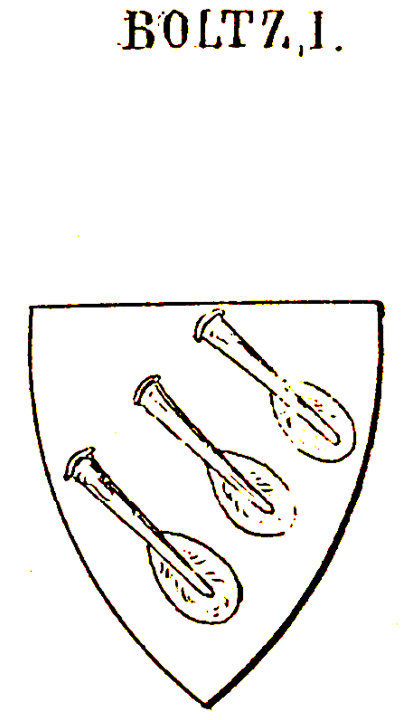
Wappen Boltz I bei Siebmacher
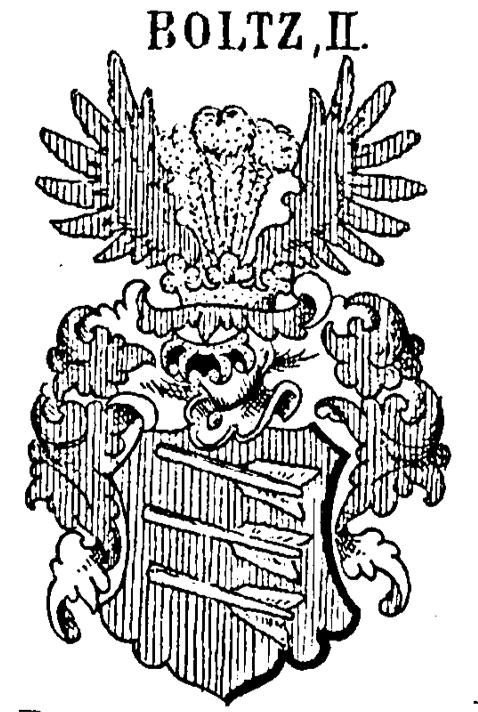
Wappen Boltz II bei Siebmacher
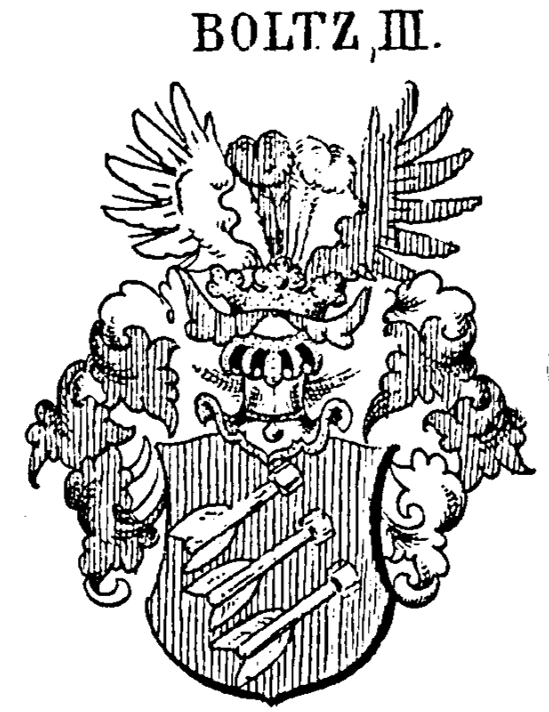
Wappen Boltz III bei Siebmacher
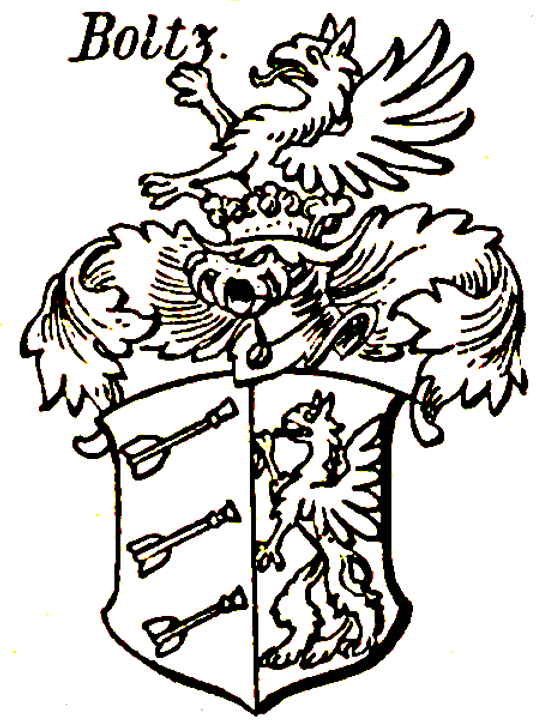
Wappen derer von Boltz bei Siebmacher
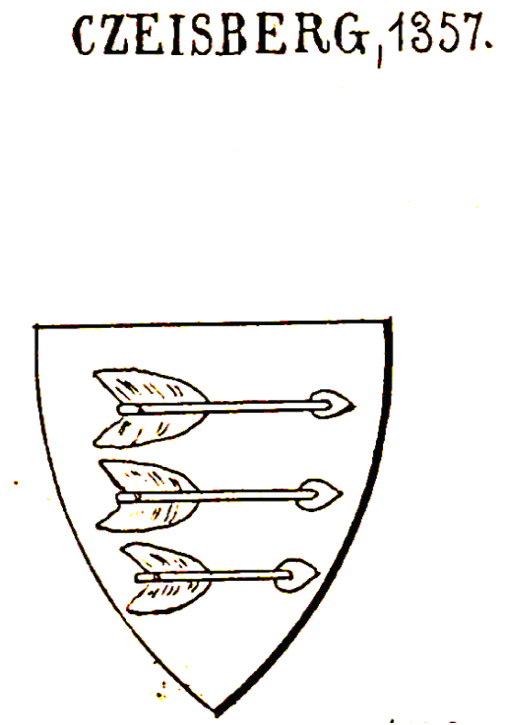
Wappen Czeisberg (1357) bei Siebmacher
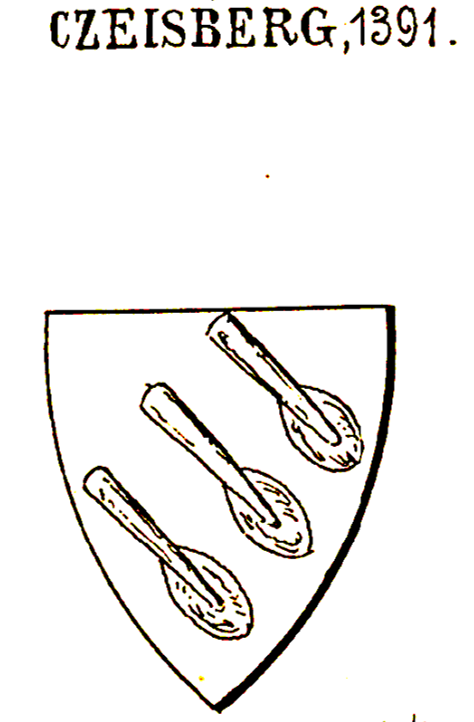
Wappen Czeisberg (1391) bei Siebmacher

Spießen ordnet in seinem Wappenbuch des Westfälischen Adels das Boltz-Wappen fälschlicherweise dem Adelsgeschlecht derer von Boltzen zu.